# Roptrocerus cryphalus
Roptrocerus cryphalus är en stekelart som beskrevs av Yang 1996. Roptrocerus cryphalus ingår i släktet Roptrocerus och familjen puppglanssteklar. Inga underarter finns listade i Catalogue of Life.